# Stara Baška
Stara Baška je selo na krajnjem jugozapadu otoka Krka u Hrvatskoj, u općini Punat. 

## Zemljopisne odlike
Stara Baška je selo dugačko dva kilometra na južnom dijelu otoka Krka, cijelom njegovom dužinom protežu se plaže i plažice, od onih pješčanih, kamenitih pa do onih sa stijenama. Za razliku od većine ostalih starih primorskih naselja koje karakteriziraju zbijene kuće s uskim vijugavim uličicama, oblik Stare Baške u kojoj su kuće znatno udaljene jedna od druge, uvjetovan je terenom na kojem se selo smjetilo. Radi se o strmim padinama na kojima je mogućnost građena sužena na uski prostor uz obalu i to samo na određenim lokalitetima tog pojasa. Na kraju Stare Baške nalazi se plaža Zala. Iznad plaže nalazi se ruševina crkve Sv.Jeronima.
Mjesto se nalazi u istoimenoj uvali otvorenog tipa, ali koju spomenuta brda štite od bure, a poluotočićem Klobučac, zaštićena od juga. Ipak, Stara Baška jedno je od najvjetrovitijih dijela otoka. Zbog česte i snažne bure, okolna su brda ogoljela, s vegetacijom niskog rasta među kojom je vrlo česta biljka ljekovita kadulja. Bujnije vegetacije ima tek uz uski priobalni pojas i u područjima zaštićenima od bure. 
Pri kraju mjesta je maleni porat (lučica) koji, osim plovila lokalnih mještana, ljeti pruža sigurnost i mnogim nautučarima i turističkim brodicama. Dubina je u portu velika, naročito s unutarnje strane mula, ali nije siguran zaklon od nevera. 
Pred uvalom, oko 3 km od sela je nenastanjeni otočić Galun. 
Stara Baška je udaljena od Punta 8 km, od Krka 16 km, od Krčkog mosta 45 km, a od Rijeke 70 km.

## Povijest
Stara Baška je nastala još u 14. stoljeću kao naselje izbjeglica pred turskim prodorima, oni su tu na kraju otoka osnovali svoje pastirsko selo. Sve do druge polovice 17. stoljeća zvalo se Kraj ili Pod Kraj, a mještani Krajanima. Od 17. st. se počelo upotrebljavati današnje ime Stara Baška iako je zapravo Baška po vremenu postanka starija od Stare Baške.
Sve do 1886. g. selo je pripadalo općini Baška, međutim, tada je osnovana općina Punat. Stara Baška je pripojena toj općini iako je zračnom linijom bliža Baški. Razlog tome je što put prema Baški prelazi preko visokih i strmih brda i teško je prohodan, a za kola nemoguć, dok je povezanost s Puntom puno bolja. I danas do Stare Baške vodi jedna jedina cesta, iz Punta.

## Stanovništvo
| broj stanovnika | 295   | 324   | 354   | 389   | 432   | 411   | 369   | 377   | 347   | 311   | 247   | 161   | 99    | 112   | 92    | 113   | 116   |
|                 | 1857. | 1869. | 1880. | 1890. | 1900. | 1910. | 1921. | 1931. | 1948. | 1953. | 1961. | 1971. | 1981. | 1991. | 2001. | 2011. | 2021. |

## Gospodarstvo
Stoljećima su Krajani, Starobašćani bili ovčari, pastiri, a i danas ovčarstvo predstavlja važnu privrednu granu. Glavnu gospodarsku granu danas čine turizam i ugostiteljstvo.
Važni izvor prihoda je i ribarstvo.
Pokraj mjesne Crkve Svih Svetih nalazi se jedini dućan u selu, i konoba. Stara Baška ima tri pansiona s restoranima i jednu pizzeriju. Jedini veći značajni gospodarski objekt u Staroj Baškoj nalazi se na ulazu u mjesto, kamp "Škrila".
- Auto-kamp Škrila  Arhivirana inačica izvorne stranice od 22. rujna 2009. (Wayback Machine)

Veliki problem i prepreka stvaranju novih kapaciteta je nepostojanje vodovodne mreže. Oko mjesta, na obroncima strmih brda, su oduvijek postojali izvori pitke vode, ali niti dovoljan za napajanje sela vodom. Tek je u novije vrijeme pronađen bujniji izvor te su u tijeku radovi na izgradnji vodospreme, a u planu je i postepena izgradnja vodovoda. Ipak, upitno je hoće li izvor izdržati najveće potrebe za vodom tijekom ljetnih, upravo sušnih mjeseci. Naime, zimi u mjestu živi manje od 100 žitelja, dok ljeti, zajedno s kampom broj naraste na blizu 2000.

## Spomenici i znamenitosti
- Crkva Svih Svetih

- Djelomično sanirana crkvica Sv.Jeronima na lokaciji iznad uvale Zala.

- Iskopine vojnog kompleksa na lokaciji Mir iznad uvale Surbova.

- Stari makadamski put od Stare Baške do Batomlja kraj Baške. Osim tipičnih krških pojava (kanjoni, litice, kamenjar, pastirski suhozidi...), s mnogih mjesta se pružaju panoramski pogledi na Kvarnerić, Cres, Rab, Senjska vrata i bašćansku dolinu s Baškom. U pred i posezoni mnoge grupe turista i planinara pohode tim putom.

## Vanjske poveznice
- turistička zajednica Punat-Stara Baška  Arhivirana inačica izvorne stranice od 22. srpnja 2007. (Wayback Machine)